# Matinée (película)
Matineé es un largometraje mexicano, escrita y dirigida por Jaime Humberto Hermosillo, protagonizada por Héctor Bonilla y Manuel Ojeda. Fue nominada a dos premios Ariel, Premio Ariel a Mejor Actor y Premio Ariel a Mejor Fotografía. También es conocida como Asalto en la Basílica
Empezó a filmarse el 11 de octubre de 1976 en Aguascalientes, Ags.

## Argumento
En Aguascalientes, Jorge y Aaron se van de pinta a la función de cine de Matinée. Jorge viajará a la Ciudad de México con su padre y Aarón lo acompaña, sin el permiso de su madre escondido en el camión. La situación se torna compleja durante el viaje al ser asaltados por dos delincuentes y a sus 11 años se vuelven cómplices. Los dos asaltantes, Aquiles y Francisco, quienes llevan una relación homosexual y los niños cometen varios atracos, y planean asaltar la Basílica de Guadalupe.

## Producción
Las casas productoras fueron: Conacite Uno, S.A. de C.V. y Dasa Films, sus locaciones se concentraron en la Ciudad de Aguascalientes, Valle de Bravo, Nuevo Bosque de Chapultepec y la Basílica de Guadalupe. Es una película a color en formato 35 mm.

## Proyección
Se estrenó el 8 de septiembre de 1977 en los cines Galaxia, Olimpia, Tlalpan, Cinemundo, Atoyac, Tepeyac y Tlalnepantla. Autorización B. 

## Crítica
Después de dirigir y escribir La pasión según Berenice, se pensó que Matineé era una obra menor. Sin embargo, Leonardo García Tsao señaló que el largometraje logró lo imposible: "Una película que combina los géneros característicos de aventuras y el thriller pero que trasciende el pastiche".
Emilio García Riera la describe como una cinta fresca y natural que trata sobre el gusto por la aventura y la relación homosexual. "Es posible que el paso del tiempo disimule la apariencia de imperfección en Matineé, apariencia más debida a su espíritu anárquico y acabe por hacerla una de las obras más importantes del director". 
El periódico Esto la describió como "Una chispeante tragicomedia donde los niños juegan a ser adultos y los adultos juegan a ser niños". 
Aunque no todas las críticas la describen como innovadora. Por ejemplo; 
Miguel Barbachano Ponche la criticó como "una masa informe y mal cocinada, recién extraía de los hornos de una panadería. No es un churro, ni un pastel, no presenta la gracia involuntaria del cuerno".
Tomás Pérez Turrent, la define como un filme justo sobre la infancia. 

Reparto
- Héctor Bonilla                                    Aquiles
- Manuel Ojeda                                    Francisco
- Niño Armando Martín Martínez         Jorge
- Niño Rodolfo Chávez Martínez         Aaron
- Narcisco Busquets                            Don Pablo González
- Farnesio de Bernal                            Adolfo
- César Bono                                       Virgilio
- Magnolia Rivas                                  Ana Rosa
- Emma Roldán                                    Dueña Muebles
- Marilú Elizaga                                    Doña Herlinda
- Ernesto Bañuelos                              Rolando
- Evangelina Martínez                          Doña Carmen
- Niña Gaby Sosa                                Carmelita
- Marco Antonio del Prado                   Agente 1
- Fernando Pinkus                               Chofer del camión
- José Luis Avendaño                          Rosendo
- María Guadalupe Delgado                Vecina 1